# Wijken en buurten in Zwolle
De Nederlandse gemeente Zwolle is voor statistische doeleinden onderverdeeld in wijken en buurten. De gemeente is verdeeld in de volgende statistische wijken:
- Wijk 10 Binnenstad (CBS-wijkcode:019310)
- Wijk 11 Diezerpoort (CBS-wijkcode:019311)
- Wijk 12 Wipstrik (CBS-wijkcode:019312)
- Wijk 13 Assendorp (CBS-wijkcode:019313)
- Wijk 14 Kamperpoort-Veerallee (CBS-wijkcode:019314)
- Wijk 20 Poort van Zwolle (CBS-wijkcode:019320)
- Wijk 21 Westenholte (CBS-wijkcode:019321)
- Wijk 22 Stadshagen (CBS-wijkcode:019322)
- Wijk 30 Holtenbroek (CBS-wijkcode:019330)
- Wijk 31 Aalanden (CBS-wijkcode:019331)
- Wijk 32 Vechtlanden (CBS-wijkcode:019332)
- Wijk 40 Berkum (CBS-wijkcode:019340)
- Wijk 41 Marsweteringlanden (CBS-wijkcode:019341)
- Wijk 50 Schelle (CBS-wijkcode:019350)
- Wijk 51 Ittersum (CBS-wijkcode:019351)
- Wijk 52 Soestweteringlanden (CBS-wijkcode:019352)

Een statistische wijk kan bestaan uit meerdere buurten. Onderstaande tabel geeft de buurtindeling met kentallen volgens het Centraal Bureau voor de Statistiek (2008):
| CBS-buurtcode | Buurtnaam                         | Inwonertal | Opp. totaal (ha) | Opp. land (ha) | Ligging                |
| ------------- | --------------------------------- | ---------- | ---------------- | -------------- | ---------------------- |
| BU01931000    | Binnenstad-Zuid                   | 1720       | 34               | 30             | Locatie in de gemeente |
| BU01931010    | Binnenstad-Noord                  | 670        | 12               | 11             | Locatie in de gemeente |
| BU01931020    | Noordereiland                     | 460        | 15               | 11             | Locatie in de gemeente |
| BU01931100    | Het Noorden                       | 990        | 25               | 22             | Locatie in de gemeente |
| BU01931110    | Schildersbuurt                    | 410        | 6                | 6              | Locatie in de gemeente |
| BU01931120    | Bollebieste                       | 1610       | 25               | 25             | Locatie in de gemeente |
| BU01931130    | Dieze-Centrum                     | 950        | 14               | 14             | Locatie in de gemeente |
| BU01931140    | Bagijneweide                      | 770        | 15               | 14             | Locatie in de gemeente |
| BU01931150    | Hogenkamp                         | 3240       | 73               | 73             | Locatie in de gemeente |
| BU01931160    | Indische Buurt                    | 880        | 10               | 9              | Locatie in de gemeente |
| BU01931170    | Meppelerstraatweg-Zuid            | 340        | 5                | 5              | Locatie in de gemeente |
| BU01931180    | Bedrijventerrein Floresstraat     | 10         | 16               | 15             | Locatie in de gemeente |
| BU01931200    | Wipstrik-Noord                    | 3010       | 57               | 57             | Locatie in de gemeente |
| BU01931210    | Wipstrik-Zuid                     | 3140       | 57               | 52             | Locatie in de gemeente |
| BU01931300    | Stationsbuurt                     | 1270       | 34               | 34             | Locatie in de gemeente |
| BU01931310    | Oud-Assendorp                     | 4180       | 41               | 41             | Locatie in de gemeente |
| BU01931320    | Nieuw-Assendorp                   | 2950       | 27               | 27             | Locatie in de gemeente |
| BU01931330    | Wezenlanden                       | 670        | 56               | 51             | Locatie in de gemeente |
| BU01931340    | Pierik                            | 2160       | 63               | 63             | Locatie in de gemeente |
| BU01931350    | Bedrijventerrein Marslanden-Noord | 30         | 17               | 16             | Locatie in de gemeente |
| BU01931360    | Hanzeland                         | 1000       | 67               | 66             | Locatie in de gemeente |
| BU01931400    | Kamperpoort                       | 1410       | 47               | 44             | Locatie in de gemeente |
| BU01931410    | Veerallee                         | 1340       | 62               | 62             | Locatie in de gemeente |
| BU01932000    | Bedrijventerrein Voorst-A         | 60         | 75               | 63             | Locatie in de gemeente |
| BU01932010    | Bedrijventerrein Voorst-B         | 10         | 103              | 94             | Locatie in de gemeente |
| BU01932020    | Spoolde                           | 320        | 91               | 77             | Locatie in de gemeente |
| BU01932100    | Oud-Westenholte                   | 2040       | 69               | 67             | Locatie in de gemeente |
| BU01932110    | Westenholte-Stins                 | 2880       | 62               | 58             | Locatie in de gemeente |
| BU01932120    | Vreugderijk                       | 180        | 377              | 317            | Locatie in de gemeente |
| BU01932130    | Bedrijventerrein Voorst-C         | 10         | 101              | 97             | Locatie in de gemeente |
| BU01932200    | Frankhuis                         | 5200       | 124              | 116            | Locatie in de gemeente |
| BU01932210    | Mastenbroek                       | 60         | 579              | 577            | Locatie in de gemeente |
| BU01932220    | Schoonhorst                       | 4520       | 71               | 68             | Locatie in de gemeente |
| BU01932230    | Werkeren                          | 340        | 88               | 88             | Locatie in de gemeente |
| BU01932240    | Milligen                          | 6890       | 173              | 137            | Locatie in de gemeente |
| BU01932250    | De Tippe                          | 0          | 82               | 82             | Locatie in de gemeente |
| BU01932260    | Breecamp                          | 10         | 100              | 100            | Locatie in de gemeente |
| BU01932270    | Breezicht                         | 20         | 100              | 100            | Locatie in de gemeente |
| BU01932280    | Stadsbroek                        | 60         | 208              | 194            | Locatie in de gemeente |
| BU01933000    | Holtenbroek IV                    | 2890       | 70               | 69             | Locatie in de gemeente |
| BU01933010    | Holtenbroek I                     | 1130       | 34               | 28             | Locatie in de gemeente |
| BU01933020    | Holtenbroek II                    | 2770       | 81               | 67             | Locatie in de gemeente |
| BU01933030    | Holtenbroek III                   | 2460       | 46               | 45             | Locatie in de gemeente |
| BU01933100    | Aalanden-Zuid                     | 2250       | 52               | 52             | Locatie in de gemeente |
| BU01933110    | Aalanden-Midden                   | 3680       | 85               | 78             | Locatie in de gemeente |
| BU01933120    | Aalanden-Noord                    | 3840       | 95               | 89             | Locatie in de gemeente |
| BU01933130    | Aalanden-Oost                     | 3430       | 64               | 58             | Locatie in de gemeente |
| BU01933200    | Brinkhoek                         | 600        | 356              | 335            | Locatie in de gemeente |
| BU01933210    | Langenholte                       | 110        | 518              | 434            | Locatie in de gemeente |
| BU01933220    | Haerst                            | 320        | 1308             | 1203           | Locatie in de gemeente |
| BU01934000    | Berkum                            | 3860       | 137              | 133            | Locatie in de gemeente |
| BU01934010    | Bedrijventerrein de Vrolijkheid   | 10         | 44               | 44             | Locatie in de gemeente |
| BU01934020    | Veldhoek                          | 240        | 317              | 307            | Locatie in de gemeente |
| BU01934030    | Oosterenk                         | 30         | 116              | 114            | Locatie in de gemeente |
| BU01934040    | Hessenpoort                       | 80         | 600              | 575            | Locatie in de gemeente |
| BU01934050    | Tolhuislanden                     | 190        | 680              | 676            | Locatie in de gemeente |
| BU01934100    | Herfte                            | 410        | 733              | 695            | Locatie in de gemeente |
| BU01934110    | Bedrijventerrein Marslanden-Zuid  | 70         | 262              | 245            | Locatie in de gemeente |
| BU01934120    | Wijthmen                          | 610        | 769              | 732            | Locatie in de gemeente |
| BU01935000    | Oud Schelle                       | 1040       | 33               | 33             | Locatie in de gemeente |
| BU01935010    | Schellerhoek                      | 1210       | 32               | 31             | Locatie in de gemeente |
| BU01935020    | Schellerbroek                     | 1590       | 53               | 52             | Locatie in de gemeente |
| BU01935030    | Schellerlanden                    | 3070       | 50               | 50             | Locatie in de gemeente |
| BU01935040    | Oldenelerlanden-Oost              | 2680       | 35               | 34             | Locatie in de gemeente |
| BU01935050    | Oldenelerlanden-West              | 1640       | 33               | 32             | Locatie in de gemeente |
| BU01935060    | Oldenelerbroek                    | 3630       | 82               | 78             | Locatie in de gemeente |
| BU01935070    | Schelle-Zuid en Oldeneel          | 230        | 408              | 360            | Locatie in de gemeente |
| BU01935080    | Katerveer-Engelse Werk            | 550        | 156              | 126            | Locatie in de gemeente |
| BU01935100    | Oud Ittersum                      | 1440       | 39               | 39             | Locatie in de gemeente |
| BU01935110    | Ittersumerlanden                  | 3720       | 52               | 50             | Locatie in de gemeente |
| BU01935120    | Ittersumerbroek                   | 2600       | 59               | 56             | Locatie in de gemeente |
| BU01935130    | Geren                             | 700        | 20               | 20             | Locatie in de gemeente |
| BU01935140    | Gerenlanden                       | 3210       | 51               | 51             | Locatie in de gemeente |
| BU01935150    | Gerenbroek                        | 3440       | 51               | 50             | Locatie in de gemeente |
| BU01935200    | Windesheim                        | 330        | 50               | 50             | Locatie in de gemeente |
| BU01935210    | Harculo en Hoog-Zuthem            | 530        | 1177             | 1093           | Locatie in de gemeente |

Wijken: Aa-landen · Assendorp · Berkum · Binnenstad · Diezerpoort · Hanzeland · Holtenbroek · Ittersum · Kamperpoort-Veerallee · Marsweteringlanden · Poort van Zwolle · Schelle · Soestweteringlanden · Stadshagen · Vechtlanden · Westenholte · Wipstrik

Buurten: Aalanden-Midden · -Noord · -Oost · -Zuid · Bagijneweide · Berkum · Binnenstad-Noord · -Zuid · Bollebieste · Breecamp · Breezicht · Brinkhoek · De Tippe · Dieze-Centrum · Frankhuis · Gerenbroek · Gerenlanden · Geren · Haerst · Hanzeland · Harculo en Hoog-Zuthem · Herfte · Het Noorden · Hogenkamp · Holtenbroek I · II · III · IV · Indische Buurt · Ittersumerbroek · Ittersumerlanden · Kamperpoort  · Katerveer-Engelse Werk · Langenholte · Mastenbroek · Meppelerstraatweg-Zuid · Milligen · Nieuw-Assendorp · Noordereiland · Oldenelerbroek · Oldenelerlanden-Oost · -West · Oud-Assendorp · Oud-Westenholte · Oud Ittersum · Oud Schelle · Pierik · Schelle-Zuid en Oldeneel · Schellerbroek · Schellerhoek · Schellerlanden · Schildersbuurt · Schoonhorst · Spoolde · Stadsbroek · Stationsbuurt · Tolhuislanden · Veerallee · Veldhoek · Vreugderijk · Werkeren · Westenholte-Stins · Wezenlanden · Wijthmen · Windesheim · Wipstrik-Noord · -Zuid · Zwolle-Zuid

Bedrijventerreinen: Floresstraat · Hanzeland · Hessenpoort · Marslanden (-Noord · -Zuid) · Oosterenk · Voorst (Voorst-A · Voorst-B · Voorst-C) · Voorsterpoort · De Vrolijkheid